# لاهوت خارجي
اللاهوت الخارجي (بالإنجليزية: exotheology)‏ هو مصطلح بداء استعماله في العالم الغربي في أواسط القرن العشرين كمجال لفحص القضايا اللاهوتية من حيث صلتها بوجود ذكاء خارج كوكب الأرض. وهي تهتم في البحث في مجالين. في المقام الأول، محاولة تخمين المعتقدات اللاهوتية المحتملة التي قد تكون عند الكائنات الفضائية.وفي المقام الثاني، بحث كيفية تعامل الديانات الأرضية مع فرضية وجود كائنات ذكية من خارج الأرض.
من بين الموضوعات الرئيسية لعلم اللاهوت الخارجي هو تطبيق لتجربة فكرية لفهم التعامل مع كائنات فضائية خارجية بفرضية أن لها لها إدراك ووعي وروح ومحاولة فهم ما ستواجهه الديانات الأرضية وبالأخص اللاهوت المسيحي، واليهودي بشكل أساسي.

## في المسيحية
أول كاتب مسيحي حاول معالجة المسألة هو سي أس لويس (1898-1963م) الذي طرح في مقالة في عام 1950م في مجلة كريستيان هيرالد إمكانية أن يتجسد ابن الله في عوالم أخرى، خارج كوكب الأرض، وكذلك أفكار حول آن يقوم الله بابتكار وضعا متميزا تماما لخلاص للمجتمعات خارج كوكب الأرض تختلف عن تلك التي وضعها للبشر.
في عام 2003، أكد اللاهوتي اللوثري تيد بيترز (2003) أن مسألة احتمال وجود حياة خارج كوكب الأرض ليست جديدة على اللاهوت المسيحي ولا تشكل أي تهديداً للعقيدة المسيحية. وذكر بأن لاهوتي العصور الوسطى قد نظروا في مسألة «ما إذا كان الله قد خلق العديد من العوالم؟»، منذ قيام الكنيسة بمناقشة آنتيبودس.
في عام 2001، ناقش اللاهوتي الكاثوليكي في الفاتيكان كورادو بالدوتشي في كثير من الأحيان المسألة في وسائل الإعلام الشعبية الإيطالية، ونشر بيانً بعنوان «ا لأجسام الغريبة والأجسام الخارجية - هل يشكلان مشكلة للكنيسة؟». في بيان صدر عام 2008، قال خوسيه غابرييل فونيس، رئيس مرصد الفاتيكان، «مثلما يوجد عدد كبير من المخلوقات على الأرض، يمكن أن يكون هناك كائنات أخرى، حتى ذكية، خلقها الله. هذا لا يتعارض مع إيماننا لأنه لا يمكننا وضع قيود على حرية الله الإبداعية».
تتميز الطوائف الأصغر بإيجابات مماثلة في تمرير كتاباتها الرئيسية مثلا، يتناول كتابي العلوم المسيحية ودورة المعجزات مسألة الكائنات الفضائية ككائنات روحية في تجربة بدنية غير مطلقة ويقول: «يسكن عالم الروح كائنات روحية»،
وكتب إيمانويل سويدنبورج، «هناك دلائل كثير تشير لمن يملك عقلا سليما من أن يستدرك أن هناك عوالم كثيرة بها أناس. وبالتالي إلى استنتاج مفاده أن الأجسام الضخمة مثل الكواكب، وبعضها أكبر من كوكبنا، ليست كتل فارغة تم إنشاؤها فقط للتجول بلا هدف حول الشمس، أولتتألق بضوءها الضعيف على كوكب واحد. لا، يجب أن يكون لديهم غرض أكبر من ذلك... فما هي أهمية وجود كوكب واحد للله اللانهائي، وأن يكون هناك الآلاف من الكواكب المأهولة، أو حتى عشرات الآلاف من الكواك، كلها مليئة بالسكان، فهي مسألة تافهة بحيث لا تكون شيئًا تقريبًا؟» 
في حين أن الطوائف البروتستانتية الأخرى تميل إلى أن تعتقد بمركزية الأرض إلى حد ما، مثلما كانت الكاثوليكية الرومانية حتى وقت قريب، فإن قبول فكرة الحضارات خارج كوكب الأرض يعتمد على درجة الحرفية في تفسير التوراة المرتبطة بها. غالباً ما يحاول الأشخاص ذوو الميول الأكثر تطرفًا أن يضعوا الكائنات الفضائية في إطار الشياطين أو النفليم، ويفتقرون إلى إيجاد فئة أفضل ليضعوهم فيها، بينما المدارس الأخري التي هي أقل تشددا في تفسير اللكتاب المقدس حرفيا، يكونون أكثر انفتاحًا على وجهات النظر البديلة. وتشمل هذه إما إعادة النظر بشكل أساسي في الافتراضات التقليدية، أو إعادة النظر في الكائنات اللارضية ككوتهم من الملائكة، أو على تفسيرات أوسع نطاقًا لأقوال منسوبة إلى يسوع الناصري حين قال: «وَعِنْدِي خِرافٌ أُخْرَى لَيْسَتْ مِنْ هَذِهِ الحَظِيْرَةِ، يَنبَغِي أنْ أُحضِرَها أيضاً. وَهِيَ سَتُصْغِي إلَى صَوْتِي، وَيَكُونُ الجَمِيعُ قَطِيْعاً واحِداً لَهُ راعٍ واحِدٌ.»،  حيث فسرها البعض أنها دلالة لكائنات أخرى غير بشرية. واعتبر الكثيرون أن هذا التفسير هو بدعة مرفوضة.

## في اليهودية
يميل الحاخام وعالم الفيزياء أرييه كابلان، نحو الاعتقاد بالحياة خارج كوكب الأرض، مستشهداً بمختلف الاعتقادات اليهودية الكلاسيكية. من بينهم الفيلسوف من العصور الوسطى الحاخام شاسداي كريسكاس والحاخام القبالي من القرن الثامن عشر بنحاس إلياهو هورويتز. بعد تقديم مصادره، يقول الحاخام كابلان، «لذلك نجد الأطروحة الأساسية لسيفر هابريس المدعومة من قبل عدد من النصوص الواضحة التي أدلى بها الحكماء لدينا. قد تكون هناك أشكال أخرى من الحياة الذكية في الكون، لكن أشكال الحياة هذه لا تتمتع بالإرادة الحرة، وبالتالي لا تتحمل مسؤولية أخلاقية»- على الأقل بنفس المعنى الذي يتحلى به البشر  يستشهد الحاخام كابلان أيضًا بالقضاة 5:23 («العَنُوا مِيرُوزَ. شَدِّدُوا اللَّعْناتِ عَلَى سُكّانِها»)، ويشرح قائلا، أن «البعض يقول آن ميروز كان كوكبًا، ويقول البعض آنه كان شخصية بارزة كان بالقرب من ساحة المعركة ولم يتدخل.» ومع ذلك، فإن الآية في القضاة تُفهم بشكل شائع على أنها استخدام أدبي من قبل ديبورا النبي وليس تأكيدًا على حياة ذكية محتملة على كوكب آخر.
كما كتب المستشار السابق لجامعة يشيفا، الحاخام نورمان لام، عن هذا الموضوع، مؤكدًا أنه إذا تم التأكيد على وجود حياة خارج كوكب الأرض، فيجب على علماء الدين مراجعة الافتراضات السابقة التي تعارضها. هو أيضاً لا يستبعد هذا الاحتمال من وجهة نظر يهودية أرثوذكسية.
يُشار إلى الحاخام جوزيف ب. سولوفيتشيك، وهو من التلموديين البارزين في القرن العشرين وهو زعيم حاخامي، على أنه منفتح على الحياة خارج كوكب الأرض. يقال أنه لاحظ أن الحياة على كواكب أخرى ستعكس فقط عظمة الله، التي تفوق الفهم الإنساني، بينما لا تتعارض مع دور الشعب اليهودي في الالتفات إلى التوراة وبقيامه بذلك لأداء مشيئة الله هنا على الأرض.

## في الإسلام
اعتمادًا على بعض السور القرأنية، ، يبدو أن القرآن يترك الباب مفتوحًا لفكرة وجود كائنات فضائية، كما هو الحال فيسورة النحل 65 («قُل لَّا يَعْلَمُ مَن فِي السَّمَاوَاتِ وَالْأَرْضِ الْغَيْبَ إِلَّا اللَّهُ ۚ وَمَا يَشْعُرُونَ أَيَّانَ يُبْعَثُونَ»، والتي تخضع لحكم الهي على قدم المساواة مع فكرة الثواب والعقاب التي يخضع لها البشر والتي تؤدي إلى السماء أو الجحيم كمكافأة أو عقوبة لأفعالهم في الحياة.

### في القرآن
هناك بعض أيات قرآنية تتحدث عن وجود عوالم كثير باستعمل كلمة «العالمين» (جمع للعالم) مثل «قُلْ أَئِنَّكُمْ لَتَكْفُرُونَ بِالَّذِي خَلَقَ الْأَرْضَ فِي يَوْمَيْنِ وَتَجْعَلُونَ لَهُ أَندَادًا ۚ ذَٰلِكَ رَبُّ الْعَالَمِينَ» (فصلت 9) والتي تتحدث عن خلق لا ندري به مثل «وَالْخَيْلَ وَالْبِغَالَ وَالْحَمِيرَ لِتَرْكَبُوهَا وَزِينَةً ۚ وَيَخْلُقُ مَا لَا تَعْلَمُونَ» (النحل 8)
اعتقد العديد من الفلاسفة المسلمين في العصور الوسيطة بفكرة تعدد الأكوان. مثلا، رفض فخر الدين الرازي، عند تناوله العلوم الفيزيائية في كتاب «المطالب»، أفكار أرسطو وإبن سينا حول مركزية الأرض وطرح فكرة وجود «الف الف عوالم» فيما بعد عالمنا وأن بعضها أكبر حجما وكتلة مه أن لها صفات عالمنا مستشهدا بالأيات القرانية «الحمد لله رب العالمين» (الفاتحة 2).
. كتب الإمام محمد الباقر (676م - 733م)، الإمام الخامس عند الشيعة، قائلا «لعلك ترى أن الله إنما خلق هذا العالم الواحد، وترى أن الله لم يخلق بشراً غيركم، بلى والله لقد خلق الله ألف ألف عالم، وألف ألف آدم، أنت في آخر تلك العوالم وأولئك الآدميي».
عارض بعض الفقهاء المسلمين فكرة وجود عوالم متعددة وأشاروا أن الأيات القرأنية تدل على عوالم في كوننا وليس في أكوان أخرى أو متوازية ولذلك لرفضهم فكرة البحث في الخيال أو اللامعلوم إذ أنه نوع من أنواع الظن الأثم.